# Onthophagus chepara
Onthophagus chepara là một loài bọ cánh cứng trong họ Bọ hung (Scarabaeidae).